# HD 20868
HD 20868 — звезда в созвездии Печи на расстоянии около 159 световых лет от нас. Вокруг звезды обращается, как минимум, одна планета.

## Характеристики
HD 20868 представляет собой недавно ушедший с главной последовательности оранжевый субгигант. Её масса и диаметр уступают солнечным: 78 % и 79 % соответственно. Температура поверхности составляет около 4795 кельвинов. Возраст звезды оценивается приблизительно в 4,5 миллиардов лет.

## Планетная система
В 2008 году командой астрономов, работающих в рамках программы по поиску планет с помощью спектрографа HARPS, было объявлено об открытии планеты HD 20868 b в системе. Это обычный газовый гигант, по массе превосходящий Юпитер вдвое. Планета обращается на расстоянии 0,95 а. е. от родительской звезды, совершая полный оборот за 380 суток. Открытие было совершено методом Доплера.